# BTV Luzern
BTV Luzern (tyska: Bürgerturnverein Luzern) är en idrottsförening i Luzern, Schweiz. Föreningen grundades 1910. Den har något under 1 000 medlemmar och omkring 10 avdelningar (mest olika sporter, men även jodling). Dess gymnaster har varit framgångsrika med flera olympiska medaljörer: Josef Stalder (guld), Donghua Li (guld) och Ariella Kaeslin (silver). Dess damlag i volleyboll har blivit schweiziska mästare åtta gånger och schweiziska cupmästare sju gånger.